# Gajhátú ilhán
Gajhátú kán (1271 körül – Tebriz, 1295. március 24.), perzsául Gajhátú (گیخاتو – Gayẖātū), modern perzsa ejtéssel Gajhátu; arabul Dzsájhátú (جايخاتو – Ǧāyẖātū), perzsa ilhán (mongolul: Персийн Ил Хан), mongol kán, Dzsingisz kán ükunokája, Abáká kán fia, az Irán központú Ilhánida Birodalom ötödik uralkodója volt.

## Élete
1291-ben tették trónra fivére, Argún kán meggyilkolása után a Tagacsar parancsnok vezette összeesküvők az addig Anatólia élére kinevezett Gajhátút. Uralkodása alatt politikailag passzívnak és költekezőnek bizonyult, és feljegyezték róla, hogy bőkezűen támogatta a nesztoriánus keresztényeket. Uralkodása végére az ilhánida kincstár kimerült, ami pénzszórása mellett a birodalmát sújtó marhavésznek is volt köszönhető. 1294-ben megpróbálkozott a Kínában nemrég rokona által bevezetett újítás, a papírpénz használatával, és tebrizi udvarában kínai követeket fogadott, hogy bemutassák a találmányt. Gajhátú gyakorlatilag egy az egyben átvette Kubiláj kán papírpénzeit, de a kísérlet itt nem vált be: rövidesen bazárlázadások kezdődtek, az ország gazdasági élete pedig még súlyosabb károkat szenvedett. Rásid ad-Dín történetíró  egyenesen Baszra pusztulásáról értekezett. Gajhátú így kénytelen volt visszavonni reformját, és Tagacsar rövidesen meggyilkoltatta, hogy egy távoli rokonát, Bájdút tegye trónra.